# Masonetta floridana
Masonetta floridana là một loài nhện trong họ Linyphiidae.
Loài này thuộc chi Masonetta. Masonetta floridana được miêu tả năm 1935 bởi Wilton Ivie & Barrows.